# Felix Möller (Handballspieler)
Felix Möller (* 4. September 2002 in Henstedt-Ulzburg, Deutschland) ist ein schwedischer Handballspieler.

## Karriere

### Verein
Felix Möller, dessen Vater Peter von 1999 bis 2003 für den VfL Bad Schwartau bzw. dessen Lizenznachfolger HSV Hamburg in der deutschen Handball-Bundesliga spielte, ist wie sein Vater Kreisläufer. Sein älterer Bruder Simon (* 2000) ist Handballtorwart bei Fenix Toulouse Handball.
Möller begann 2009 in der Jugend des IK Sävehof mit dem Handballspielen. Dort wurde er zweimal schwedischer Jugendmeister. In der Saison 2019/20 gab er sein Debüt in der ersten Mannschaft in der schwedischen Handbollsligan. Mit Sävehof gewann Möller in der Saison 2020/21 die schwedische Meisterschaft. In der Saison 2021/22 wurde Sävehof Tabellenerster der Hauptrunde und scheiterte in der Folge im Halbfinale der Schlussspielrunde. In derselben Spielzeit gewann der 1,95 m große gebürtige Henstedt-Ulzburger mit Sävehof den zum ersten Mal seit 1991 ausgetragenen schwedischen Pokal. In der EHF European League schied er mit seinem Team im Achtelfinale aufgrund der Auswärtstorregel gegen die Kadetten Schaffhausen aus. 2024 gewann er erneut die Handbollsligan.
Möller steht seit der Saison 2024/25 beim dänischen Erstligisten Aalborg Håndbold unter Vertrag. Mit Aalborg gewann er in der Saison 2024/25 die Meisterschaft, den Pokal und den Supercup.

### Nationalmannschaft
In der schwedischen A-Nationalmannschaft debütierte Möller am 4. November 2021 beim 31:24 gegen Polen in Malmö. Bei der Europameisterschaft 2022, bei der Schweden den Titel gewann, stand er bei fünf Spielen im Kader, kam aber insgesamt nur auf eine Einsatzzeit von etwa einer Minute und blieb ohne Torerfolg. Bei der Weltmeisterschaft 2025 warf er 22 Tore in sechs Spielen und belegte mit dem Team den 14. Platz.